# FIK BFG Fana
FIK BFG Fana, Friidrettsklubben BFG Fana – norweski klub lekkoatletyczny z siedzibą w Bergen, założony w 1987 roku. 
Klub użytkuje Fana Stadion w dzielnicy Fana, na którym gościł m.in. zawody Bislett Games w 2004 roku.

## Członkowie klubu
- Stine Larsen – maratończyk, olimpijczyk z 2004 roku
- Atle Douglas – biegacz na 800 m, olimpijczyk z 1992 i 1996 roku
- Mona Karin Riisnes – rekordzistka Norwegii w biegach sztafetowych
- Kirsten Melkevik Otterbu – biegaczka długodystansowa (maraton), olimpijka z 2008 roku